# Фирма Кнежевић и Радовановић
Фирма Кнежевић и Радовановић била је предузеће које су основали краљевачки привредници Никола Кнежевић и Исидор Радовановић. Захваљујући својој фирми Кнежевић и Радовановић, основаној 1875. године, постали су једни од најзначајнијих привредних и политичких чиналаца града Краљева на прелаз у из 19. у 20. век. У власништву фирме је била и прва хидроцентрала у Краљеву. Након смрти оснивача фирме, наследници су донели одлуку о разортачењу, а имовина обе породице је након Другог светског рата била национализована.

## Оснивачи фирме
Никола Кнежевић рођен је 25. децембра 1847. године у селу Самаила, које се налази на путу између Краљева и Чачка. Био је најстарији син Вука и Јане Кнежевић. Породично презиме је било Радојевић, а презиме Кнежевић су извели из титуле кнеза (самаилског), коју је носио Мијаило Радојевић, Николин деда. Никола Кнежевић је завршио трогодишњу основну школу у Врдилима, а након завршеног терзијског заната почео је да ради у породичном дућану у Карановцу (Краљеву). Дућан је на плацу купљеном 1836. године подигао његов деда, кнез Мијаило Радојевић. Кнежевић се женио два пута. У браку са Софијом Петровић, склопљеном 11. јула 1871. године, имао је осморо деце, од којих су четворо умрли веома млади. Ћерка Јелисавета, удата за среског лекара Јована Панајотовића преминула је 1911. године, у својој 21. години. Син Душан, резервни пешадијски поручник, смртно је рањен јуна 1913. године у борби против Бугара на Злетовској реци. Николу су од деце из првог брака надживели само синови Божидар и Стеван. Након смрти прве жене Софије 1895. године, Никола се по други пут оженио 3. октобра 1896. Савком, удовицом краљевачког трговца Сретена Црвчанина. Имали су ћерку Драгу и сина Радомира, који је преминуо у петој години живота.
Исидор Радовановић рођен је 10. јула 1855. године у селу Каменици. Његови родитељи у били Радован и Станица Недељковић. Породица Недељковић је дошла у Каменицу из Врбице у Бихору, а порекло води из Буча код Берана, па су познати и као Врбићани и Бучани. Породица Недељковић је била међу имућнијима у селу захваљујући величини свог земљишног поседа. Исидор је презиме Радовановић узео по свом оцу. Након завршене трогодишње основне школе, Исидор 1867. долази у Карановац, где је изучио терзијски занат. Исидор се оженио Рајком Петровић 28. јануара 1876. године. Имали су осморо деце, од којих је троје преминуло у детињству. Њихова ћерка Милка је извршила самоубиство 1907. године помоћу електрике у централи у Рибници. Имала је 19 година. Исидоров и Рајкин најстарији син Димитрије је завршио Грађевински одсек на Државној трговачкој школи у Бечу. Он је 1901. године израдио регулациони план Краљева. Најмлађи син, Миливоје, школовао се за време Првог светског рата у Француској, а потом је био шеф Личног одељења Државне фабрике авиона. Године 1938. био је кмет Краљева.

## Оснивање предузећа Кнежевић и Радовановић
Захваљујући свом раду, Кнежевић и Радовановић су брзо напредовали, а потврда угледа који су стекли у новој средини је било и орођавање са породицом угледног карановачког трговца Глише Петровића Бугарчића. Никола Кнежевић се оженио Софијом, а Исидор њеном млађом сестром Радојком (Рајком). Два пашенога су потом отворила мануфактурно-терзијску радњу Кнежевић и Радовановић 1875. године. Бавили су се трговином и израдом лепих прслука за угледне грађане. Регистрацијом радње постали су чланови терзијско-трговачког еснафа. Ипак, временом су се све више окретали трговини јер је европска мода почела да потискује ношење народне ношње. Након завршетка Српско-турских ратова, два пословна ортака су 1879. године почела да раде на градњи зграда, мостова и путева, искористивши процват грађевинске делатности у Србији крајем 19. века. Године 1888. продужили су рад своје мануфактурне радње, али овог пута као предузимачке и шпекулативне, подстакнути успесима које су постигли као предузимачи. Ова фирма је подигла и зграду хотела Париз почетком осамдесетих година, а зграда је остала у власништву Кнежевића и Радовановића све до 1885. године. Фирма је подигла и школску зграду у селу Жичи 1892. године.

## Процват фирме
У чврстој вези са предузимачком делатношћу коју је фирма обављала били су и послови прераде и продаје дрвета. Тако је ово предузеће поседовало и две шумске стругаре на водени погон на планини Гоч, у државној шуми. Део капитала Кнежевић и Радовановић су улагали у куповину земљишта, па су тако стекли велике поседе, пре свега у местима Рибница и Ковачи. Са тих поља су узгајали стоку за извоз, а производили су и пшеницу и кукуруз. Радовановић је стоку коју је гајио за извоз приказивао на изложбама које је организовало Српско пољопривредно друштво, на којима је редовно освајао награде. Радовановић је био власник тада најтежег бика у Србији, тешког 1400 килограма, који је био три дана излаган у Београду у циркуској штали на Батал-џамији, а потом је дуго година био златни бик Ратарске школе у Краљеву. Кнежевић и Радовановић су са осталим краљевачким трговцима који су извозили пољопривредне производе (Аврам Крстић. Никола Бугарчић, Мијаило Чебинац) основали су 1897. године Еснаф трговаца извозника Среза жичког. Кнежевић је био изабран за старешину еснафа, а еснаф је бројао 16 чланова.
Како због растућег броја становника воденице у краљевачком крају нису могле да подмире све потребе за брашном, од осамдесетих година 19. века јављају се парни млинови. Стога су и Кнежевић и Радовановић отворили парни млин у Рибници 1896/97. године. Брашно самлевено у свом индустријском млину изложили су 1899. године на изложби Српског пољопривредног друштва. Након отварања индустријског милина, воденицу у свом власништву су претворили у електричну централу тако што су у њој поставили турбине и генератор. Ово је била прва хидроцентрала у Краљеву, а њен пројекат је урадио Димитрије Мита Радовановић, Исидоров син. Од централе је био направљен далековод до млина. Вишак електричне енергије је био коришћен за електрично осветљење центра Краљева и важнијих државних установа. Централа је била један од покретача индустријског развоја Краљева, али нажалост безбедност радника у њој није била на високом нивоу.
Пословни ортаци су подигли нови млин на електропогон 1912. године, због повећане потребе за брашном у Србији током и након Царинског рата. Нови млин је имао шест спратова, седам дуплих ваљака и могао је да преради 25 тона жита дневно. Овај млин је снабдевао и српску војску током Балканских ратова, а како је био један од највећих млинова у држави постао је и симбол града, па се његова слика често налазила на разгледницама. Годину дана пре подизања новог млина Кнежевић и Радовановић су подигли и стругару са два струга које је покретала парна машина. Заједно са групом краљевачких трговаца учествовали су у изградњи хидроцентрале на месту Лакат на Ибру. Ангажован је и страни капитал преко немачких фирми Сименс и Шукер, али је избијање Балканских и Првог светског рата омело овај посао.
Кнежевић и Радовановић су били и власници књижаре у Краљеву, а имали су и овлашћење да продају срећке српске државне класне лутрије. Укључили су се и у формирање новчаног завода који би пословним људима давао повољне кредите. Године 1885. основана је Краљевска акционарска штедионица, а Кнежевић и Радовановић су заложили као оснивачки улог зграду хотела Париз. Кнежевић је био дугогодишњи предсеник Управног одбора Штедионице, а на том месту је био и када је 1915. године отпочела аустроугарска окупација Краљева. Он је покушао да сакрије највреднију покретну имовину Штедионице у подруму своје куће, али је био откривен, па су окупационе власти све уништиле или опљачкале. Кнежевић и Радовановић су период окупације провели у Краљеву. Током окупације централа Кнежевића и Радовановића је била под управом локалне војне команде у Краљеву, која је наплаћивала општинској управи месечну надокнаду за коришћење електричне енергије. Под управом окупатора је била и стругара. Кнежевић и Радовановић су дали и 9000 динара позајмице Општини краљевској за контрибуцију немачкој војној команди.

## Политичка и јавна делатност двојице предузетника
Кнежевић и Радовановић су били чланови Напредне странке од њеног оснивања 1881. године, а Кнежевић је био и први председник Одбора странке у Краљеву. Као кандидати ове странке учествовали су више пута на изборима за Народну скупштину. Како су били угледни грађани, бирани су за чланове Општинског одбора Краљева, а Кнежевић је био и члан Суда Општине карановачке 1874. године. Кнежевић је био и председник Општине 1884. и 1903. године, у време Мајског преврата. Са тог положаја потписан је у честитки упућеној новом краљу Петру Карађорђевићу поводом ступања на престо.
Кнежевић и Радовановић су такође помагали и велики број удружења и установа. Исидор Радовановић је помагао: Краљевско трговачко удружење, Светосавску краљевачку певачку дружину, Фонд сиромашних ученика основне школе, Народну одбрану. Био је један од оснивача Српског пољопривредног друштва. Кнежевић је био један од оснивача Краљевске Светосавске певачке дружине, а заједно са својим пословним ортаком помагао је Жичку пољопривредну подружину, Српску књижевну задругу и Читаоницу у Краљеву. Обојица су помагала Краљевску женску подружину, као и основну школу, Црвени крст и сиромашне краљевачке породице.

## Гашење фирме
Никола Кнежевић је преминуо 1922. године, а Исидор Радовановић две године касније. Након њихове смрти наследници су донели одлуку о разортачењу и престанку рада централе, стругаре и млина. Након Другог светског рата и успостављања комунистичког режима, радње породица Кнежевић и Радовановић су биле национализоване, а поступком аграрне реформе одузето им је земљиште у Рибници. Тако је богатство двојице краљевачких предузетника нестало недуго након њихове смрти.

## Галерија
- Излет испред млина и електричне централе
- Дописна карта са фотографијама електричне централе